# Vauxita
|  | No s'ha de confondre amb la bauxita, una roca. |

La vauxita és un mineral de la classe dels minerals fosfats, que no ha de confondre's pel seu nom amb la roca Bauxita. Va ser descoberta l'any 1922 a la mina Siglo XX de Llallagua, a la Província de Rafael Bustillo (Bolívia), sent nomenada així en honor de George Vaux Jr., recol·lector de minerals nord-americà.

## Característiques químiques
És un fosfat hidroxilat i hidratat de ferro i alumini, sense anions addicionals. La seva fórmula és Fe²⁺Al₂(PO₄)₂(OH)₂(H₂O)₄·2H₂O.

## Formació i jaciments
Apareix com a mineral secundari derivat de l'alteració de l'apatita, en vetes metàl·liques d'origen hidrotermal.
Sol trobar-se associat a altres minerals com: wavel·lita, paravauxita o marcassita.